# Макарівська сільська рада (Мукачівський район)
| Макарівська сільська рада — колишній орган місцевого самоврядування у Мукачівському районі Закарпатської області з адміністративним центром у с. Макарьово. Сільській раді підпорядковані населені пункти: - с. Макарьово - с. Барбово |

## Склад ради
Рада складалася з 18 депутатів та голови.

## Керівний склад сільської ради
| ПІБ                        | Основні відомості                                                 | Дата обрання | Дата звільнення |
| -------------------------- | ----------------------------------------------------------------- | ------------ | --------------- |
| Лазар Андрій Іванович      | Сільський голова, 1947 року народження, освіта, безпартійний      | 26.03.2006   | 31.10.2010      |
| Геревич Михайло Михайлович | Сільський голова, 1971 року народження, освіта вища, безпартійний | 31.10.2010   |                 |

Примітка: таблиця складена за даними джерела